# Hilarów (powiat de Sochaczew)
Hilarów  [xiˈlaruf] est un village polonais de la gmina de Brochów dans le powiat de Sochaczew et dans la voïvodie de Mazovie.